# Kreis Villeneuve
| Kreis Villeneuve           | Kreis Villeneuve    |
| Basisdaten                 | Basisdaten          |
| -------------------------- | ------------------- |
| Staat:                     | Schweiz             |
| Kanton:                    | Waadt (VD)          |
| Bezirk:                    | Aigle               |
| Hauptort:                  | Villeneuve          |
| Fläche:                    | 54,55 km²           |
| Einwohner:                 | 10'633 (31.12.2023) |
| Bevölkerungsdichte:        | 195 Einw. pro km²   |
| Aufgehoben am:             | 31. Dezember 2006   |
| Karte                      |                     |
| Karte von Kreis Villeneuve |                     |

Der Kreis Villeneuve (französisch Cercle de Villeneuve) war bis zum 31. August 2006 eine Verwaltungseinheit des Bezirks Aigle im Kanton Waadt in der Schweiz. Sitz des Kreisamtes war Villeneuve.
Der Kreis umfasste fünf Gemeinden und war 54,55 km² gross. Die Gemeinden des ehemaligen Kreises zählten Ende 2923 10'633 Einwohner.
| Wappen     | Name der Gemeinde | Einwohner (31. Dezember 2023) | Fläche in km² | Einw. pro km² |
| ---------- | ----------------- | ----------------------------- | ------------- | ------------- |
| Chessel    | Chessel           | 521                           | 3,56          | 146           |
| Noville    | Noville           | 1'180                         | 10,37         | 114           |
| Rennaz     | Rennaz            | 931                           | 2,19          | 425           |
| Roche      | Roche (VD)        | 1'949                         | 6,45          | 302           |
| Villeneuve | Villeneuve (VD)   | 6'052                         | 31,98         | 189           |
| Total (5)  | Total (5)         | 10'633                        | 54,55         | 195           |